# Fédération Internationale des Sociétés Magiques
La Federazione Internazionale delle Società Magiche (FISM) (Fédération Internationale des Sociétés Magiques) è stata fondata nel 1948 ed è una delle organizzazioni più rispettate della comunità magica. Coordina 112 club nazionali e internazionali affiliati da tutto il mondo, rappresentando circa 100.000 maghi da 48 paesi. Organizza ogni 3 anni un congresso (spesso nominato Campionato mondiale di magia o, semplicemente, FISM) dove i migliori maghi al mondo competono per ottenere il premio più ambito nelle varie categorie. Il prossimo Campionato del Mondo FISM si terrà a Torino in Italia nel 2025 organizzato da Masters of Magic. Il Campionato Europeo si terrà a Saint-Vincent (Italia) nel 2024.

## Storia
La storia del FISM comincia a Parigi, in Francia, nel 1937 a un meeting dell'ASAP, Association Syndicale des Artistes Prestidigitateurs (Associazione Sindacale degli Artisti Prestigiatori), che teneva la rivista mensile Le Journal de la Prestidigitation. Il vicepresidente del gruppo, il Dr. Jules Dhotel, voleva che l'ASAP organizzasse una convention internazionale a Parigi nell'Ottobre del 1939 e, dopo quella, che ogni anno se ne svolgesse una in paesi diversi di volta in volta. I piani procedettero ma, quando i nazisti invasero la Polonia nel Settembre del 1939, la convention fu annullata. Dopo la Seconda Guerra Mondiale i progetti ripresero. Nel 1946, un hotel a Amsterdam ospitò un Congresso Internazionale di Maghi con oltre 300 partecipanti da tutta Europa. Ci furono letture, presentazioni di antichi libri e attrezzi magici, tour di Amsterdam, uno show pubblico e un concorso al quale presero parte 20 prestigiatori. Non c'erano categorie, ma un solo riconoscimento. Il primo premio fu assegnato al prestigiatore francese Jean Valton per un'eccezionale routine con le carte; il secondo al prestigiatore amatore scozzese John Ramsay e il terzo alla coppia di marito e moglie De Flezkis che combinò la danza alla magia.
Al Congrès Magique International (Congresso Magico Internazionale) del 1947 arrivarono circa 500 partecipanti da 18 paesi, di cui 70 parteciparono alla competizione magica.

## Organizzazione
L'organo principale del FISM è la General Assembly (Assemblea Generale) che è formata da tutti i presidenti delle società affiliate ed è presieduta del Presidium. Il Presidium è formato dal Presidente Internazionale e dai due vicepresidenti Internazionali. L'attuale Presidente Internazionale è Andrea Baioni (Italia), mentre i due vicepresidenti sono Satoru Yamamoto (Giappone) e Peter Din (Francia).
I membri della General Assembly sono suddivisi in 6 divisioni continentali: FISM Africa, FISM Asia, FISM Europe, FISM Latin America, FISM North America e FISM Oceania. Ognuna di queste delle 6 divisioni continentali è presieduta da un Presidente Continentale.
I 6 Presidenti Continentali e il Presidium formano il Fism Executive Board (FEB). Il FEB decide su tutte le questioni tranne che: 
- sull'elezione del Presidente Internazionale e dei due Presidenti Internazionali;
- sullo scioglimento del FISM;
- sulle modifiche degli Statuti e delle Regole e Procedure della Competizione;
- sull'approvazione dei conti e del bilancio di un nuovo periodo, incluse le quote di ingresso e il contributo a carico delle società affiliate.

## Missione
Lo scopo principale del FISM è quello di creare un'unica "voce" per tutti i prestigiatori del mondo magico e quello di contribuire a sviluppare, elevare e promuovere l'arte della magia. Coordina le attività delle società aderenti e incoraggia la comunicazione tra di loro, come lo scambio di servizi. Offre servizi anche nel campo della proprietà intellettuale e della lotta contro la copia delle invenzioni e delle routine magiche.

## Competizioni

### Campionati del Mondo di Magia
Il FISM organizza ogni 3 anni il "World Championship of Magic" (WCM) (Campionati Mondiali di Magia). Dalla prima edizione del 1948 a Losanna si sono tenute 27 edizioni in diverse località del mondo.

### Campionati Continentali di Magia
Il FISM organizza anche i "Continental Championships of Magic" (CCM) (Campionati Continentali di Magia). I CCM sono sei:
- Asian Championship of Magic (Campionati Asiatici di Magia);
- African Championship of Magic (Campionati Africani di Magia);
- European Championship of Magic (Campionati Europei di Magia);
- Latin American Championship of Magic (Campionati Sudamericani di Magia);
- North American Championship of Magic (Campionati Nordamericani di Magia);
- Oceanian Championship of Magic (Campionati Oceaniani di Magia).